# Wienerwalz (Plopsaland, tot 2015)
Wienerwalz was een attractie in het Belgische attractiepark Plopsaland Belgium. De attractie opende in de jaren 80 in het toenmalige Meli Park en sloot op 4 januari 2015 om plaats te maken voor de nieuwe Wienerwalz.
Bezoekers konden plaatsnemen in een van de 40 enkele zitjes of in een van de 8 duo-zitjes. Kinderen tussen 1 meter en 1 meter 20 dienden begeleid te worden door een persoon vanaf 15 jaar in een van de duo-zitjes. Er mocht slechts één persoon groter dan 1 meter 50 in de duo-zitjes plaatsnemen.
De attractie was een zweefmolen van het type Wellenflug van de Duitse fabrikant Zierer. Het was een transportabel model. De structuur waaraan de gondels gevestigd zijn draait rond en gaat in het begin van de rit omhoog op een paal waarvan de top licht gekanteld is. Deze paal draait rond in de tegengestelde richting, waardoor een golfeffect gecreëerd wordt.

## Geschiedenis

### Meli Park
De attractie opende circa 1984 in Meli Park. Het is niet bekend of de attractie voorafgaand nog een andere eigenaar gehad heeft.
De attractie stond eerst ruwweg waar nu het restaurant 'De Spiegeltent' is, naast het toenmalige Papegaaiencircus. Origineel was de bediening in het midden van de attractie en waren er ook geen slotjes om de veiligheidsbeugel mee vast te maken. Ook was er geen sprake van duo-zitjes, waardoor de capaciteit toen 48 personen was. De naam van de attractie ten tijde van Meli Park werd op verschillende plaatsen anders geschreven. Op parkplannen stond Wenerwals of Wener Wals (Frans: Valse Viennoise) en op een naambord voor de attractie stond Wiener Walzer.
Voor het seizoen van 1994, toen de Pirat verhuisde naar het meer, nam de attractie de plaats van de Pirat in. Dit is op het huidige Dorpsplein, waar zich momenteel de Dansende Fonteinen bevinden. Hij draaide daar zijn rondjes tot de sluiting van Meli Park na het seizoen van 1999.

### Plopsaland
Met de overname door Plopsa verhuisde de attractie terug nabij zijn originele plaats op het Kermisplein, waar hij tot de sluiting op 4 januari 2015 zijn rondjes gedraaid heeft. De attractie kreeg ook een volledig nieuwe look met tekeningen van Samson en Gert. Ook besliste Plopsa de bediening te verhuizen van het midden naar een bedieningshuisje naast de attractie. In 2006 besloot Plopsa om 8 duo-zitjes toe te voegen, waardoor de minimumlengte van 1 meter 20 naar 1 meter zakte en de capaciteit van 48 personen verhoogd werd naar 56 personen.

### Na Plopsaland
De attractie werd na de afbraak in begin 2015 gestuurd naar de fabrikant van de nieuwe Wienerwalz, Wooddesign Amusement Rides. Zij zorgden ervoor dat de attractie er weer zo goed als nieuw uitzag. Wooddesign verkocht de attractie door aan de Nederlandse kermisexploitant Thomassen die hem in 2015 op de Nederlandse kermissen presenteerde. Daarna werd de attractie verkocht naar Lunapark Cap d'Agde in het zuiden van Frankrijk, waar hij van 2016 tot 2020 tijdens de zomerseizoenen zijn rondjes draaide. Op 2 september 2020 werd de attractie volledig verwoest door een brand.
Afbeeldingen